# Michał Barszczewski
Michał Franciszek Barszczewski (ur. 17 października 1719 w parafii Stary Targ koło Sztumu, zm. 9 września 1802 w Chełmnie) – polski duchowny katolicki, pedagog, misjonarz.
Do Zgromadzenia Księży Misjonarzy wstąpił w 1738 w Warszawie; jako kapłan był profesorem warszawskiego seminarium duchownego. W 1756 został superiorem domu misjonarzy w Chełmnie, był tamże również proboszczem parafii Wniebowzięcia Najświętszej Maryi Panny oraz rektorem seminarium diecezjalnego (1771–1800). Zasłużył się m.in. jako propagator śpiewu liturgicznego i organizator szkolnictwa w Chełmnie, dla seminarium pozyskiwał kadry i układał programy nauczania oraz opracował dzieje uczelni (seminarium prowadzone przez księży misjonarzy stanowiło kontynuację Akademii Chełmińskiej). Z jego inicjatywy powstała w Chełmnie drukarnia prowadzona przez zgromadzenie misjonarzy.
Pochowany został w kościele farnym w Chełmnie.